# Lista de álbuns número um em Portugal em 2017
A lista dos álbuns que alcançaram a posição de número um em Portugal em 2017. É realizada através de dados recolhidos pela Associação Fonográfica Portuguesa.

## Histórico
| Semana  | Álbum                                               | Artista(s)              | Referências |
| ------- | --------------------------------------------------- | ----------------------- | ----------- |
| 1/2017  | Moura                                               | Ana Moura               | [ 1 ]       |
| 2/2017  | Carminho Canta Tom Jobim                            | Carminho                | [ 2 ]       |
| 3/2017  | I See You                                           | The xx                  | [ 3 ]       |
| 4/2017  | I See You                                           | The xx                  | [ 4 ]       |
| 5/2017  | I See You                                           | The xx                  | [ 5 ]       |
| 6/2017  | Carminho Canta Tom Jobim                            | Carminho                | [ 6 ]       |
| 7/2017  | Sempre Mais                                         | Tony Carreira           | [ 7 ]       |
| 8/2017  | Bowie 70                                            | David Fonseca           | [ 8 ]       |
| 9/2017  | Sempre Mais                                         | Tony Carreira           | [ 9 ]       |
| 10/2017 | ÷                                                   | Ed Sheeran              | [ 10 ]      |
| 11/2017 | Sempre Mais                                         | Tony Carreira           | [ 11 ]      |
| 12/2017 | Spirit                                              | Depeche Mode            | [ 12 ]      |
| 13/2017 | Diz-me                                              | Paulo Gonzo             | [ 13 ]      |
| 14/2017 | do=s                                                | Diogo Piçarra           | [ 14 ]      |
| 15/2017 | Altar                                               | The Gift                | [ 15 ]      |
| 16/2017 | Sempre Mais                                         | Tony Carreira           | [ 16 ]      |
| 17/2017 | Altar                                               | The Gift                | [ 17 ]      |
| 18/2017 | Altar                                               | The Gift                | [ 18 ]      |
| 19/2017 | Turn Up the Quiet                                   | Diana Krall             | [ 19 ]      |
| 20/2017 | Excuse Me                                           | Salvador Sobral         | [ 20 ]      |
| 21/2017 | Excuse Me                                           | Salvador Sobral         | [ 21 ]      |
| 22/2017 | Excuse Me                                           | Salvador Sobral         | [ 22 ]      |
| 23/2017 | Excuse Me                                           | Salvador Sobral         | [ 23 ]      |
| 24/2017 | Excuse Me                                           | Salvador Sobral         | [ 24 ]      |
| 25/2017 | Excuse Me                                           | Salvador Sobral         | [ 25 ]      |
| 26/2017 | Excuse Me                                           | Salvador Sobral         | [ 26 ]      |
| 27/2017 | Pontos nos Is                                       | Os Quatro e Meia        | [ 27 ]      |
| 28/2017 | Duetos                                              | Paulo de Carvalho       | [ 28 ]      |
| 29/2017 | Excuse Me                                           | Salvador Sobral         | [ 29 ]      |
| 30/2017 | Lust for Life                                       | Lana Del Rey            | [ 30 ]      |
| 31/2017 | Everything Now                                      | Arcade Fire             | [ 31 ]      |
| 32/2017 | Sempre mais                                         | Tony Carreira           | [ 32 ]      |
| 33/2017 | Sempre mais                                         | Tony Carreira           | [ 33 ]      |
| 34/2017 | Moura                                               | Ana Moura               | [ 14 ]      |
| 35/2017 | Villains                                            | Queens of the Stone Age | [ 34 ]      |
| 36/2017 | American Dream                                      | LCD Soundsystem         | [ 35 ]      |
| 37/2017 | Sleep Well Beast                                    | The National            | [ 36 ]      |
| 38/2017 | Orelha Negra                                        | Orelha Negra            | [ 37 ]      |
| 39/2017 | Orelha Negra                                        | Orelha Negra            | [ 38 ]      |
| 40/2017 | A Procura                                           | Tiago Bettencourt       | [ 14 ]      |
| 41/2017 | Camané Canta Marceneiro                             | Camané                  | [ 39 ]      |
| 42/2017 | Camané Canta Marceneiro                             | Camané                  | [ 40 ]      |
| 43/2017 | Camané Canta Marceneiro                             | Camané                  | [ 41 ]      |
| 44/2017 | Longe                                               | Anjos                   | [ 42 ]      |
| 45/2017 | As Canções da Maria – Especial História de Portugal | Maria Vasconcelos       | [ 43 ]      |
| 46/2017 | Reputation                                          | Taylor Swift            | [ 44 ]      |
| 47/2017 | As canções da Maria – Especial história de Portugal | Maria Vasconcelos       | [ 45 ]      |
| 48/2017 | Roberto Carlos por Raquel Tavares                   | Raquel Tavares          | [ 46 ]      |
| 49/2017 | Songs of Experience                                 | U2                      | [ 47 ]      |
| 50/2017 | Songs of Experience                                 | U2                      | [ 48 ]      |
| 51/2017 | Songs of Experience                                 | U2                      | [ 49 ]      |
| 52/2017 | Songs of Experience                                 | U2                      | [ 50 ]      |